# Saengduean Lek Chailert

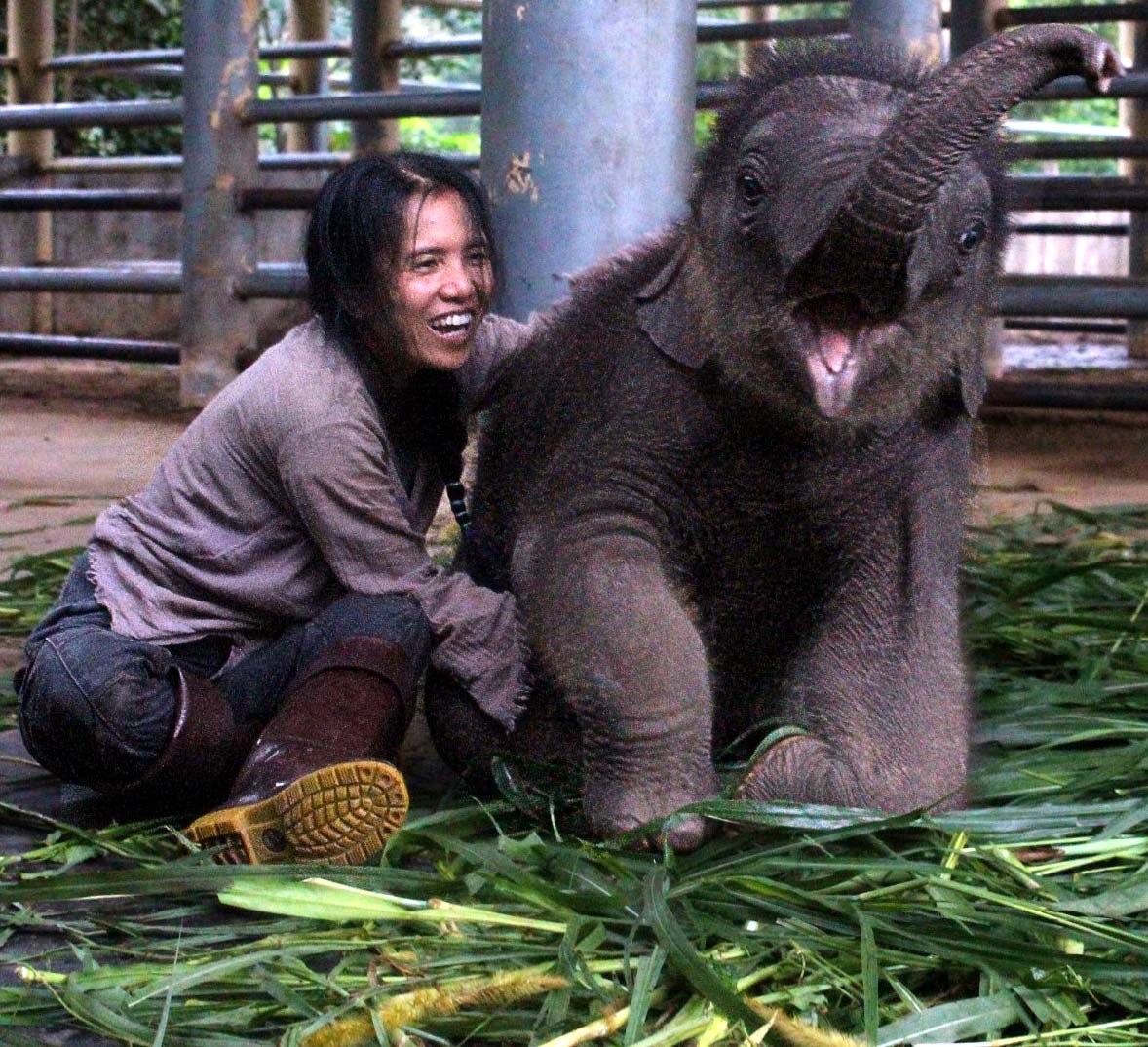
Saengduean Lek Chailert mit dem Elefantenbaby Navann, das im Oktober 2012 im Elephant Nature Park zur Welt kam.

Saengduean Lek Chailert, auch Lek Chailert oder kurz „Lek“ genannt (Vorname manchmal auch Sangduen; * 6. Oktober 1961 in Baan Lao, Nordthailand) ist eine thailändische Tierschützerin, die besonders für ihre Verdienste zum Wohle und Schutz der asiatischen Elefanten bekannt wurde. Sie ist die Gründerin der Save Elephant Foundation und des Elephant Nature Park in der Nähe von Chiang Mai und war auch in die Gründung anderer Schutzreservate für Elefanten und andere Tierarten in anderen Gegenden Thailands, sowie in Kambodscha, Indien und Laos involviert. Manchmal wird sie als „Elefantenflüsterin von Thailand“ (engl. „Thailand’s elephant whisperer“) bezeichnet.

## Leben und Wirken
Saengduean Chailert, deren Spitzname „Lek“ auf thailändisch „klein“ bedeutet, wuchs in einem abgelegenen Bergdorf in Nordthailand auf. Ihr Großvater war Schamane und Heiler und behandelte nicht nur Menschen, sondern auch Tiere; nachdem er einem jungen Mann das Leben gerettet hatte, erhielt er als Geschenk einen Elefanten namens Thong Kham (= „der Goldene“), mit dem sich die junge Lek anfreundete. Aus dieser Freundschaft erwuchs Lek eine tiefe Liebe und Respekt für Elefanten, die ihr ganzes Leben prägen sollte. Als sie mit 16 Jahren in einem Holzfäller-Camp beobachtete, wie sehr die dort arbeitenden Elefanten beim Schleppen schwerer Baumstämme zu leiden hatten und missbraucht wurden, beschloss sie, sich für die Tiere einzusetzen.
Lek studierte an der Chiang Mai Rajabhat Universität und beendete ihr Studium mit einem Master of Arts. In der Folge arbeitete sie in der Tourismus-Industrie, wo ihr ebenfalls die Misshandlung und das Leid vieler Elefanten auffiel. Sie begann medizinische Hilfe für Elefanten in abgelegenen Dörfern zu besorgen.
In den 1990er Jahren begann sie dann verletzte, vernachlässigte und ältere Elefanten zu retten.

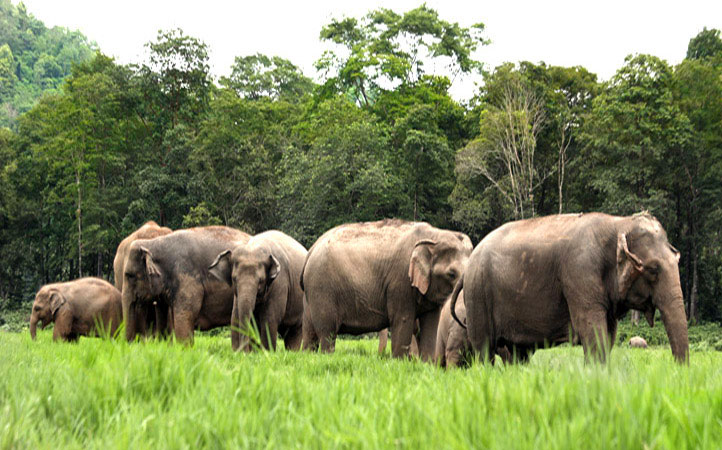
Elefantenherde im Elephant Nature Park

Schließlich gründete Lek Chailert 2003 im Mae Taeng Tal, in der Nähe von Chiang Mai, den Elephant Nature Park (ENP) als naturnahe Heimat und Refugium für Elefanten und andere misshandelte Tiere. Die Elefanten im Park sind oft von der Schwerstarbeit in der mittlerweile illegalen Holzindustrie, in Zirkussen und als Reittiere für Touristen psychisch schwer traumatisiert und haben nicht selten auch körperliche Verletzungen und Knochenbrüche bis hin zu schweren Behinderungen. Manche sind durch menschliche Grausamkeit oder durch die grellen Scheinwerfer von Zirkussen blind. Im ENP wird den Tieren Liebe, Geduld, Zuwendung und Verständnis entgegengebracht, sie müssen nicht mehr für Menschen arbeiten oder Zirkustricks ausführen, werden zu nichts gezwungen und nicht bestraft, sondern können Freundschaften mit anderen Elefanten schließen oder sich Familien oder Herden anschließen – oder auch allein leben –, ganz wie sie es möchten. Dabei wurden nebenbei zahlreiche Arbeitsplätze für die lokale Bevölkerung geschaffen, die auf Anregung von Lek unter anderem in der Umgebung Bio-Gemüse und Obst für die Elefanten und die Mitarbeiter des Parks anbaut.
Auch darüber hinaus hat sich Lek Chailert jahrzehntelang für eine Verbesserung der Situation sowohl der gefangenen, als auch der wild lebenden Elefanten in Thailand und anderen Regionen Asiens eingesetzt und für die Rechte der Tiere gekämpft. Mithilfe ihrer Save Elephant Foundation (SEF) betreibt sie Aufklärungsarbeit über die oft traurige oder sogar schreckliche Realität der in Fernost eigentlich traditionell „verehrten“ Elefanten. So war Lek Chailert eine der ersten, die den sogenannten „Phajaan“ filmisch dokumentierte und öffentlich anprangerte – dabei handelt es sich um die extrem brutale und grausame traditionelle Methode, mit der eingefangene Elefanten gefügig gemacht und ihr Wille gebrochen werden soll. Elefantenbabys werden dabei von ihren Müttern getrennt, in eine Art enges Holzgatter gefesselt, geschlagen und malträtiert – nicht wenige sterben dabei. Lek Chailert ließ sich von ihrer mutigen Aufklärungsarbeit nicht abbringen, obwohl man einen ihrer Elephanten namens Keng Jai „zur Warnung“ mit Gift ermordete und sie selber jahrelang immer wieder Morddrohungen erhielt, da konservative und skrupellose Geschäftemacher – eine regelrechte „Elefantenmafia“ – um den Verlust ihrer Profite fürchteten. Auch von den thailändischen Behörden wurde sie regelmäßig angegriffen und bedroht.
Trotz der erheblichen Widerstände konnte Lek Chailert und ihre Save Elephant Foundation einen gewissen Bewusstseinswandel in die Wege leiten, sowohl im eigenen Land als auch international. Sogar während der sogenannten „Corona-Krise“ (2020–2022), als keine Touristen mehr nach Thailand kamen und die Elefantencamps, deren Besitzer und Angestellten in große Schwierigkeiten gerieten, gelang es Lek Chailert, die Problematik zum Wohle der Elefanten zu nutzen, da sie andere Elefantencamps – sogar verfeindete – unter anderem mit Nahrung unterstützte und allgemeine Spendenaufrufe tätigte. Während dieser Zeit wurde durch die SEF auch die sogenannte Elephant Food Bank ins Leben gerufen, wodurch man auf großen Flächen Nahrung für die Dickhäuter anbaut und Hunderte von Elefanten ernähren konnte.
Durch das Vorbild von Lek Chailert und ihr Plädoyer für Liebe, Einfühlung und Verständnis haben auch andere Elefantenbesitzer in Thailand aufgehört, Elefanten-Reiten oder für die Tiere demütigende Zirkusvorstellungen für Touristen anzubieten, und wünschen sich, ihre einst geknechteten Elefanten glücklich und so frei wie möglich zu sehen.
Lek Chailert und ihre Save Elephant Foundation unterstützen auch das Cambodia Wildlife Sanctuary und das Elephant Sanctuary Laos. Eine Art Ableger des Elephant Nature Park ist das Projekt Elephant Highlands in Baan Lao, dem Geburtsort von Lek, wo mittlerweile vier Elefantinnen leben, die in dem bergigen Gelände gut zu Fuß und gesund sein müssen. Gemeinsam mit Montri Todtane hat sie sich auch für das Elephant Sanctuary in Phuket eingesetzt. Über die Grenzen Thailands hinaus setzen sich Lek Chailert und ihre Save Elephant Foundation auch für die Rettung einzelner Elefanten ein, beispielsweise der 2019 verstorbenen Elefantin Tikiri in Sri Lanka.
Abgesehen von den Elefanten hat sie auch viele andere Tiere vor einem tragischen Geschick gerettet, wie Wasserbüffel, Kühe, Hunde, Katzen, Kaninchen, Pferde, Schweine und Ziegen.
Lek Chailert ist mit Darrick Thomson verheiratet, der zusammen mit ihr Elefanten rettet und im Elephant Nature Park arbeitet.

## Zitate
“I never think ‘Elephant is an animal,’ I think they are a person, so that is why when I talk to them I treat them like my family. (…) We understand even if we speak a different language. But we understand each other. […] We have to first thing, heal them. We have to heal them with love. […] We have to let nature rehab them. We have to make them feel that this is a safe place for them. Trust is the first thing that we have to go and do.”

„Ich denke nie ‚Der Elefant ist ein Tier‘, ich denke, sie sind eine Person, daher behandele ich sie, wenn ich mit ihnen spreche, wie meine Familie. Wir verstehen uns, auch wenn wir eine andere Sprache sprechen. Aber wir verstehen einander. […] Zuallererst müssen wir sie heilen. Wir müssen sie heilen mit Liebe. […] Wir müssen die Natur sie heilen lassen. Wir müssen sie fühlen lassen, dass dies ein sicherer Ort für sie ist. Vertrauen ist das Erste, das wir ihnen schenken müssen.“

## In Film und anderen Medien
Zu Lek Chailerts weltweiter Aufklärungsarbeit gehören auch die Youtube-Channel Elephantnews, Eleflix und Elephant Nature Park, auf denen regelmäßig Videos mit Informationen und Nachrichten vom Elephant Nature Park und der Save Elephant Foundation gepostet werden, nicht zuletzt auch über die Rettungsaktionen einzelner Elefanten. Auch auf anderen sozialen Medien sind ENP und SEF aktiv, wie Facebook, Instagram und TikTok.
Ihr Wirken wurde außerdem mehrfach filmisch dokumentiert, unter anderem durch den Discovery Channel, Animal Planet, den BBC, DW und CNN; Artikel über sie erschienen unter anderem im The Guardian, in USA Today, und in Forbes. Der National Geographic lobte ihre Arbeit mit dem asiatischen Elefanten in der Dokumentation Vanishing Giants.
Jez Lewis drehte über Lek Chailert den Dokumentarfilm Die Elefantenretterin von Thailand, in dem ausführlich über die Not der Elefanten, die „Elefantenmafia“ in Thailand und die verschärften Probleme in der sogenannten Corona-Krise berichtet wird; im Film ist auch die Rettung der Elefantin Bunma und ihres Babys Chaba zu sehen; der Film wurde 2022 in deutscher Übersetzung auf Arte gezeigt.
Der Dokumentarfilm Love & Bananas: An Elephant Story über die Rettung einer alten blinden Elefantin namens Noi Nah durch Lek Chailert wurde bei den 33. Annual Genesis Awards der Humane Society of the United States zu einem der zwei besten Dokumentarfilme gewählt.

## Auszeichnungen
- 2001: Auszeichnung als Hero of the Planet (Heldin des Planeten) durch die Ford Foundation[2]
- 2003: Genesis Award der Humane Society of the United States[2]
- 2005: Auszeichnung als Hero of Asia (Heldin Asiens) durch das Magazin Time[2][29]
- 2006: Ehrendoktorwürde in der Kategorie Veterinärwesen, verliehen durch den Kronprinzen von Thailand[30]
- 2008: Outstanding Woman of Thailand Award in der Kategorie Environment (Umwelt)[31]
- 2010: Ehrung als eine von sechs Women Heroes of Global Conservation durch Hillary Clinton[2]
- 2018: Responsible Thailand Award, verliehen von der Tourismusbehörde von Thailand für ihren hervorragenden Beitrag zur nachhaltigen Tourismusentwicklung in Thailand[32]
- 2019: Genesis Award der Humane Society of the United States (zweite Verleihung, wie schon 2003)[2]
- 2022: Responsible Thailand Award in der Kategorie Best Animal Welfare[33]
- 2022: Ernennung zum Chevalier der Légion d’honneur durch den französischen Präsidenten Emmanuel Macron[34]
- 2023: Ernennung zur Assistentin der Abteilung für Nationalparks, Wildtiere und Pflanzenschutz des thailändischen Ministeriums für natürliche Ressourcen und Umwelt. In diesem Zusammenhang unterzeichnete sie ein Memorandum of Understanding über eine akademische Zusammenarbeit beim Schutz von Wildtieren.[35]